# Kévin Hoggas
Kévin Hoggas (Besançon, 16 novembre 1991) è un calciatore francese, centrocampista svincolato.

## Caratteristiche tecniche
È un trequartista.

## Carriera
Cresciuto nelle giovanili del Besançon, ha esordito in prima squadra il 24 settembre 2010 in occasione del match di campionato vinto 2-0 contro l'Ivry.

## Statistiche

### Presenze e reti nei club
Statistiche aggiornate al 2 agosto 2018.
| Stagione        | Squadra         | Campionato      | Campionato | Campionato | Coppe nazionali | Coppe nazionali | Coppe nazionali | Coppe continentali | Coppe continentali | Coppe continentali | Altre coppe | Altre coppe | Altre coppe | Totale | Totale | Totale |
| Stagione        | Squadra         | Comp            | Pres       | Reti       | Comp            | Pres            | Reti            | Comp               | Pres               | Reti               | Comp        | Pres        | Reti        | Pres   | Reti   |        |
| --------------- | --------------- | --------------- | ---------- | ---------- | --------------- | --------------- | --------------- | ------------------ | ------------------ | ------------------ | ----------- | ----------- | ----------- | ------ | ------ | ------ |
| 2010-2011       | Besançon        | CFA             | 15         | 0          | CF              | 0               | 0               |                    | -                  | -                  |             | -           | -           | 15     | 0      |        |
| 2011-2012       | Besançon        | N               | 21         | 1          | CF              | 0               | 0               |                    | -                  | -                  |             | -           | -           | 21     | 1      |        |
| Totale Besançon | Totale Besançon | Totale Besançon | 36         | 1          |                 | 0               | 0               |                    | -                  | -                  |             | -           | -           | 36     | 1      |        |
| 2012-2013       | Belfort         | CFA             | 31         | 6          | CF              | 2               | 0               |                    | -                  | -                  |             | -           | -           | 33     | 6      |        |
| 2013-2014       | Belfort         | CFA             | 29         | 1          | CF              | 1               | 0               |                    | -                  | -                  |             | -           | -           | 30     | 1      |        |
| 2014-2015       | Belfort         | CFA             | 29         | 11         | CF              | 0               | 0               |                    | -                  | -                  |             | -           | -           | 29     | 11     |        |
| Totale Belfort  | Totale Belfort  | Totale Belfort  | 89         | 18         |                 | 3               | 0               |                    | -                  | -                  |             | -           | -           | 92     | 18     |        |
| 2015-2016       | Évian TG        | L2              | 36         | 7          | CF+CdL          | 2+2             | 0+1             |                    | -                  | -                  |             | -           | -           | 40     | 8      |        |
| 2016-2017       | Bourg-en-Bresse | L2              | 34         | 5          | CF+CdL          | 0+1             | 0               |                    | -                  | -                  |             | -           | -           | 35     | 5      |        |
| 2017-gen. 2018  | Bourg-en-Bresse | L2              | 17         | 0          | CF+CdL          | 1+1             | 0               |                    | -                  | -                  |             | -           | -           | 19     | 0      |        |
| gen.-giu. 2018  | Cercle Bruges   | D2              | 8          | 0          | CB              | 0               | 0               |                    | -                  | -                  |             | -           | -           | 8      | 0      |        |
| Totale carriera | Totale carriera | Totale carriera | 221        | 31         |                 | 10              | 1               |                    | -                  | -                  |             | -           | -           | 231    | 32     |        |